# Robert Marciniak
Robert Marciniak (né le 21 septembre 1960 à Ingolstadt) est un producteur de cinéma allemand.

## Biographie
Marciniak étudie l'administration des affaires à l'université des sciences appliquées de Ratisbonne et est signataire autorisé et responsable des finances et de la comptabilité chez Constantin Film de 1994 à 2002. Dans cette fonction, il est parfois co-responsable de l'introduction en bourse et du financement de nombreux films de cinéma. En outre, Marciniak est directeur général de deux filiales de Constantin Film : Engream Pictures et Rat Pack Filmproduktion. En 2002, Marciniak rejoint Die Film en tant qu'associé directeur et producteur. En 2010, il est nommé associé directeur et producteur de la société de production munichoise Lieblings Film.
Marciniak est membre des académies du cinéma européenne et allemande depuis 2007. Rico, Oskar und die Tieferschatten reçoit le Deutscher Filmpreis du meilleur film pour enfants en 2014. Robert Marciniak est récompensé du Bayerischer Filmpreis de meilleur producteur pour la biographie Trautmann en 2019.

## Filmographie
- 2004 : Mein Weg zu dir heißt Liebe (TV)
- 2004 : Aus der Tiefe des Raumes (de)
- 2005 : Grenzverkehr (de)
- 2006 : Le Voyage d'hiver (de)
- 2006 : Ensemble pour l'éternité (de) (TV)
- 2007 : Polizeiruf 110: Taubers Angst (de) (TV)
- 2007 : Schöne Aussicht (TV)
- 2008 : Entschädigt (TV)
- 2008 : Ma mère, mon frère et moi (de)
- 2009 : Die Perlmutterfarbe (de)
- 2011 : Trois Quarts de lune
- 2013 : Rouge rubis
- 2013 : D’ Sunn scheint schee (court métrage)
- 2014 : Rico, Oskar und die Tieferschatten (de)
- 2014 : Bleu saphir
- 2014 : Doktorspiele
- 2015 : Rico, Oskar und das Herzgebreche (de)
- 2016 : Rico, Oskar und der Diebstahlstein (de)
- 2016 : Vert émeraude
- 2018 : Nichts zu verlieren (de) (TV)
- 2018 : Trautmann
- 2019 : Mein Lotta-Leben – Alles Bingo mit Flamingo! (de)
- 2019 : Ihr letzter Wille kann mich mal! (de) (TV)
- 2020 : Dreiviertelblut – Weltraumtouristen
- 2020 : Das Glaszimmer (de)
- 2021 : Hinterland
- 2021 : La Grande Piscine (de)
- 2022 : Schon Tausendmal Berührt (TV)
- 2022 : Tatort: Kehraus (de) (TV)
- 2022 : Rückkehr nach Rimini (TV)